# Mount Lookout
 (octobre 2017).
Mount Lookout est une communauté non constituée en municipalité dans le comté de Nicholas en Virginie-Occidentale.